# Smeringopus hypocrita
Smeringopus hypocrita is een spinnensoort uit de familie trilspinnen (Pholcidae). De soort komt voor in Namibië en Zuid-Afrika.